# The FBI Files
The FBI Files (em português: Os Arquivos do FBI) é uma série de televisão dos Estados Unidos. 
O programa é baseado como é descrito no seu título, vários casos dos arquivos do FBI desde homicídios a outras cenas de crime. No Brasil, é transmitido pelo Discovery e narrada em português pelo locutor Wilson Versolato.